# Cicindela shozoi
Cicindela (Calochroa) shozoi – gatunek chrząszcza z rodziny biegaczowatych, podrodziny trzyszczowatych i plemienia Cicindelini.

## Opis
Biegaczowaty ten osiąga od 17 do 20 mm długości ciała. Wyglądem zbliżony jest do Cicindela mouhoti i C. cariana, jednak głowę i przedplecze ma czarnawo-niebieskie lub zielone, a pokrywy matowoczarne z żółto-pomarańczowym wzorem. Przedplecze ma nieco szersze niż długie, a boki pokryw prawie równoległe. Pas barkowy ma bardziej pofalowany i zlany z okrągłą plamą środkową.

## Występowanie
Gatunek ten jest endemitem Tajlandii. Znany z Chiang Mai, Samoeng, Sansai oraz Wiang Pa Pao na północy kraju.